# Mont Louise (berg i Kanada, lat 45,43, long -70,78)
Mont Louise är ett berg i Kanada.   Det ligger i provinsen Québec, i den sydöstra delen av landet, 400 km öster om huvudstaden Ottawa. Toppen på Mont Louise är 741 meter över havet, eller 319 meter över den omgivande terrängen. Bredden vid basen är 10,3 km.
Terrängen runt Mont Louise är kuperad åt sydost, men åt nordväst är den platt.Trakten runt Mont Louise är nära nog obefolkad, med mindre än två invånare per kvadratkilometer.. Närmaste större samhälle är Lac-Mégantic, 18,6 km norr om Mont Louise. 
I omgivningarna runt Mont Louise växer i huvudsak blandskog.